# منصور نریمان
منصور نریمان (زاده ۲۰ اسفند ۱۳۱۴ – درگذشته ۲۳ تیر ۱۳۹۴) نوازنده بربت و آهنگ‌ساز، ردیف‌دان و پژوهشگر موسیقی سنتی ایران بود. از او به عنوان پدر عود ایران یاد می‌کنند.

## سال‌های ابتدایی زندگی
با نام اصلی اسکندر ابراهیمی زنجانی در ۲۰ اسفند ۱۳۱۴ در مشهد متولد شد. پدرش که خود سه‌تار و تار و نی را به خوبی می‌نواخت از همان دوران کودکی وی را تحت آموزش خود گرفت و وی را با ردیف‌ها و گوشه‌های موسیقی ایرانی آشنا کرد و نواختن سه تار را به وی آموخت. نریمان از سن چهارده سالگی همکاری خود را با رادیو مشهد به عنوان تکنواز موسیقی آغاز کرد و پس از تسلط کافی بر شیوه نوازندگی عود، در بعضی برنامه‌ها به اجرای موسیقی با این ساز پرداخت.
پس از مدتی همکاری با رادیو مشهد، به شیراز نقل مکان کرد و به مدت چهار سال فعالیت و همکاری خود را در زمینه موسیقی و اجرا با رادیو شیراز ادامه داد. بعد از معرفی ایشان توسط استاد عبدالوهاب شهیدی به عنوان تکنواز رسمی رادیو در کنار استادان دیگر نظیر جلیل شهناز، فرهنگ شریف، پرویز یاحقی و دیگر تک نوازان آن دوره به فعالیت خود در رادیو تهران ادامه داد. وی مانند بسیاری از نوازندگان ایرانی عود آموختن موسیقی را با تار و سه‌تار آغاز کرد.
درآن سال‌ها عود سازی بود که کمتر نوازنده‌ای سراغ آن می‌رفت و اگر قرار بود در ارکستری جا داشته باشد، نوازنده تاری نواختن آن را برعهده می‌گرفت. در مجموع عود ساز فرعی نوازندگان تار محسوب می‌شد.

منصور نریمان از نخستین نوازندگانی بود که تمرکز خود را بر روی این ساز قدیمی ایرانی گذاشت و آن را به ساز اصلی خود تبدیل کرد. نریمان دربارهٔ اینکه چگونه نواختن عود را آموخت در خاطرات خود گفته‌است: 
«در عود استادی نداشتم، فقط از راه گوش به رادیوهای کشورهای همسایه استفاده بردم و به محمد عبدالوهاب خواننده و نوازنده بزرگ مصری به رادیو قاهره نامه نوشتم و دربارهٔ کوک و بعضی مسائل این ساز از وی سوالاتی کردم و مسائلی را مطرح نمودم؛ پس از چندی عبدالوهاب در جواب نامه من نوشت که کوک عود همانی است که خود شما انجام داده‌اید و خلاصه کل نظریات مرا تأیید کرد.»

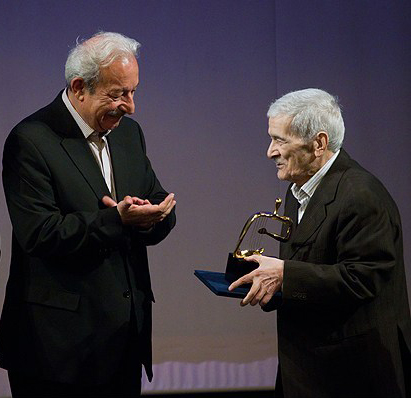
منصور نریمان و حسن ریاحی اختتامیه بیست و هشتمین جشنواره موسیقی فجر ۲ اسفند ۱۳۹۱

بعد از وی بود که عود، که رنگ و بوی عربی داشت، کم‌کم در ارکستر سازهای ایرانی جا پیدا کرد و حتی گاهی قطعه‌ای تکنوازی به آن اختصاص داده می‌شد. وی در سال‌های قبل از انقلاب  ۱۳۵۷ نیز همراه با جهانگیر ملک سلسله برنامه‌های تکنوازی در سازمان رادیو تلویزیون ملی ایران اجرا می‌کرده‌است.
نریمان علاوه بر تلاش برای تغییر شیوه نوازندگی که تحت تأثیر موسیقی عربی و عود نوازان عرب بود، عقیده داشت عود سازی ایرانی و نامش بربط یا بربت است و ساختار آن با عودی که در جهان عرب نواخته می‌شود، متفاوت است.
ابراهیم قنبری مهر (طراح و سازنده ساز) سازی طراحی کرد و ساخت که دسته‌ای بلندتر از عود معمولی و کاسه‌ای کوچک‌تر از آن داشت. بربط ساخته قنبری مهر که از سوی سازنده و نوازندگان آن «بربت» نام گرفت شیوه بربط‌نوازی نریمان درآمیخت جای خود را در ارکستر سازهای ایرانی پیدا کرد. شیوه بربط‌نوازی نریمان به مکتبی تبدیل شده که تقریباً تمام آموزگاران نوازندگی بربت در ایران این شیوه را تدریس می‌کنند. سید رضا خوانساریان، محمدرضا آقایی ، محمد فیروزی، حسین بهروزی‌نیا، نگار بوبان، شهرام غلامی و علی پژوهشگر از شاگردان نریمان بوده‌اند.

## تدریس و تألیف
در سال ۱۳۴۱ از منصور نریمان برای تدریس تخصصی ساز عود در هنرستان موسیقی دعوت به عمل آمد. در این سال‌ها تصمیم به نگاشتن کتابی برای تدریس این ساز گرفت. این کتاب با نام «شیوه بربت نوازی» در سال ۱۳۷۲ همراه با دوره عالی که شامل پنج اتود متنوع است به چاپ رسید. از تألیفات دیگر نریمان می‌توان به کتاب «۴۲ قطعه برای عود» و «ردیف موسیقی ایرانی برای بربت» اشاره کرد.

## زندگی شخصی
منصور نریمان در سال ۱۳۳۶ ازدواج نمود و ثمره ازدواج وی یک پسر و سه دختر می‌باشد.

## بیماری و درگذشت
منصور نریمان که به دلیل عارضه ریوی در بیمارستان بستری شده بود، بامداد چهارشنبه، ۲۳ تیر ۱۳۹۴ در بیمارستان بهمن تهران درگذشت. و صبح جمعه ۲۶ تیر ۱۳۹۴ در قطعه هنرمندان بهشت زهرا به خاک سپرده شد.